# Orange (album)
Orange is een muziekalbum van Aidan Baker en This quiet army. This quiet army is een eenmansband van Eric Quach. Baker en Quach ontmoetten elkaar tijdens een muziekfestival op ambientgebied in 2005 en begonnen muziek uit te wisselen, destijds nog per post. Baker nam zijn muziek op in Toronto, Quach in Montreal. Quach smolt het tot een geheel en er werd een extended play met track 1 tot en met 4 uitgebracht in een oplage van 200 stuks. Aidan Baker timmerde daarna nogal aan de weg en er kwam vraag naar een heruitgave van dit album. In februari 2011 kwam de heruitgave in een oplage van 500 stuks met extra tracks (het origineel duurde zo'n 30 minuten).
Baker en Quach speelden in hetzelfde jaar A Picture of a Picture vol. 

## Musici
- Aidan Baker, Eric Quach – gitaar, elektronica

## Muziek
| Nr. | Titel     | Duur |
| --- | --------- | ---- |
| 1.  | Agent     |      |
| 2.  | Mandarin  |      |
| 3.  | Clockwork |      |
| 4.  | Blood     |      |
| 5.  | Amplifier |      |
| 6.  | Crush     |      |
| 7.  | Glow      |      |
| 8.  | Milk      |      |